# Космічна гонка мільярдерів
Космічна гонка мільярдерів — характерне для XXI століття суперництво приватних підприємців-мільярдерів в освоєнні нового космосу. Основні напрямки конкуренції: запуски в мезосфері і термосфері; орбітальні запуски і суборбітальні туристичні польоти.
Найбільш помітні учасники:
- Ілон Маск (США). Власник компанії SpaceX; розвиває проект колонізації Марса.
- Джефф Безос (США). Засновник компанії Blue Origin; планує розвиток промислової бази в космосі.
- Пол Аллен (США, помер у 2018). Заснував компанію Vulcan Inc.[en]. Інтереси: розвиток засобів економічного виведення вантажів на навколоземну орбіту.
- Річард Бренсон (Велика Британія). Засновник компанії Virgin Galactic; область інтересів: космічний туризм, низькоорбітальні запуски і суборбітальні міжконтинентальні перевезення.
- Юрій Мільнер (Росія). Підтримує проект міжзоряного зонда Breakthrough Starshot.